# Parque nacional de Päijänne

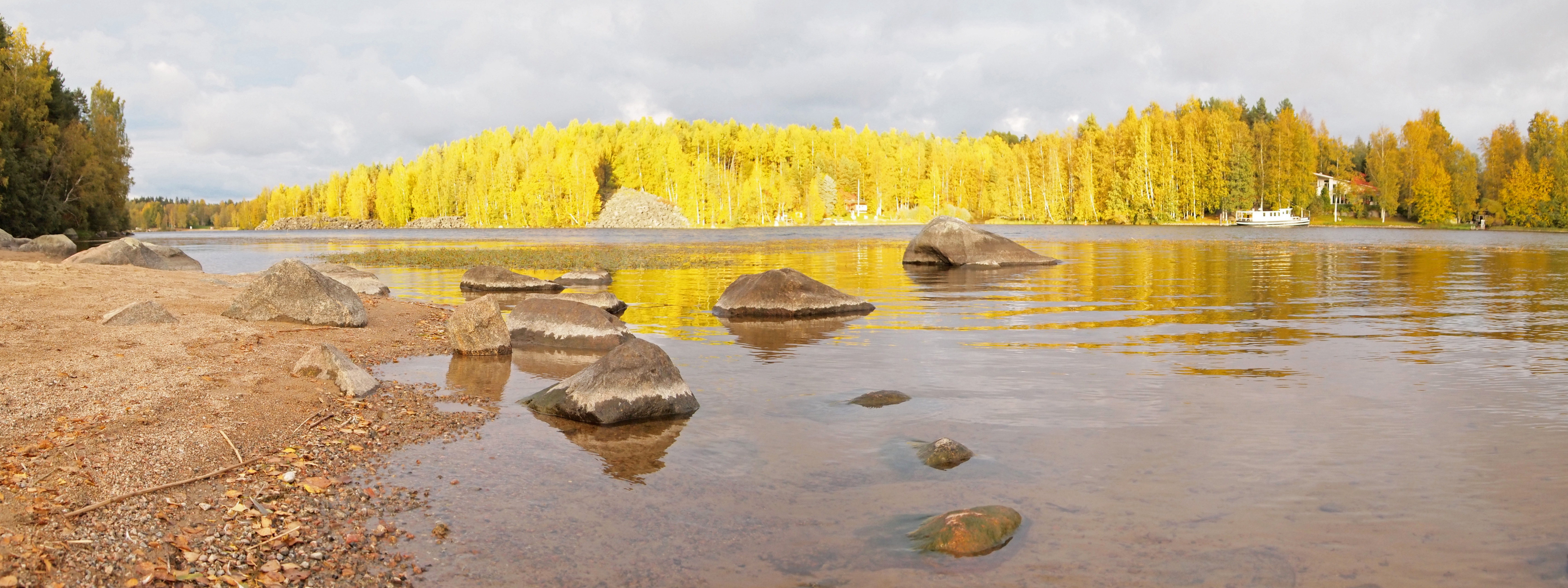
Lago Päijänne

El Parque nacional de Päijänne (en finés: Päijänteen kansallispuisto) se encuentra en la parte sur del lago Päijänne. Se compone de una cincuentena de islas. El parque nacional fue establecido en 1993 y tiene un área de 14 km². Muchas de las islas se encuentran en el municipio de Padasjoki. La sierra de Pulkkilanharju, formada por islas de esker, forma parte del municipio de Asikkala. Una parte de la isla de Päijätsalo que forma parte del parque, pertenece al municipio de Sysmä.
Algunas de las numerosas islas del parque son cadenas alargadas de esker con costas arenosas, mientras que otras están hechas de roca y morrena típicas del terreno de colinas rocosas de Päijänne. Las partes más antiguas de las islas rocosas se formaron hace casi dos mil millones de años, mientras que las islas esker no se formaron hasta el final de la última Edad de Hielo, hace aproximadamente 11.000 años.
El parque nacional de Päijänne es uno de los sitios más importantes del Geoparque Salpausselkä. Los eskers en particular representan el patrimonio geológico internacionalmente valioso del parque. 

## Características
La cadena de islas esker entre Hinttolanselkä y Tehinselkä es una parte extensa e importante del paisaje del parque. La isla esker más impresionante de la cadena de 8 kilómetros de largo es Kelvenne, que se eleva hasta 40 metros sobre la superficie del lago Päijänne. Las islas esker, como Kelvenne, se formaron por la grava acumulada y tamizada por los flujos glaciales a medida que la capa de hielo continental se retiraba lentamente hacia el noroeste. Los profundos agujeros de las marmitas de gigante o kettles formados junto a las islas son restos de enormes bloques de hielo que quedaron atrapados en la arena y se derritieron lentamente, dejando agujeros en forma de cono.
La isla de Kelvenne es el corazón del parque. La formación esker del mismo nombre da lugar a un continuo de islas y cordilleras submarinas que se extienden hacia el sur y el norte de la misma. Una de las características únicas de la isla es un estanque profundo, Kelvenneenlampi, escondido en su interior, rodeado de una vegetación exuberante y variada. En el lago hay percas.
Destacan también las profundas bahías formadas a partir de marmitas gigantes, como Koukunlahti, Karhunkämmen y Nimetön, junto a las islas esker. Algunas tienen más de 10 m de profundidad. Asimismo, es interesante la cadena de islas Pulkkilanharju, en el sudeste del parque.

## Fauna y flora
El emblema del parque es la gaviota sombría, cuya población está en declive. En cambio, la gaviota argéntea está en auge. También se encuentran el charrán común, el colimbo chico, el zampullín cuellirrojo, la serreta mediana, la serreta grande, y las rapaces esmerejón y alcotán europeo, entre otras. El colimbo ártico llega a verse, pero no anida. En las zonas boscosas, se encuentra el mosquitero silbador, la oropéndola europea, el chotacabras europeo y el papamoscas papirrojo. Destaca, sobre el agua, el águila pescadora.
El árbol dominante es el pino sobre terreno poco fértil, en el que abundan los arándanos rojos y el liquen de los renos. 